# 문양차량사업소
문양차량사업소(汶陽車輛事業所)는 대한민국 대구광역시 달성군 다사읍 문양리에 있는 대구교통공사 대구 도시철도 2호선의 차량기지다.

## 개요
주요 업무는 대구교통공사 2000호대 전동차의 경검수, 내부 관리, 주박 등이다. 대구 도시철도 2호선의 종착역인 문양역과 입·출고 선로가 연결되어 있다. 중검수는 대구 도시철도 1호선의 월배차량사업소에서 이루어지며, 대구교통공사 2000호대 전동차가 중검수가 필요한 경우 공차회송하여 청라언덕역~대구 도시철도 1호선의 명덕역 사이에 있는 연결 선로를 타고, 대구 도시철도 1호선의 진천역까지 회송 후 대구 도시철도 1호선의 월배차량사업소로 입고하여 실시한다. 심야에 대구 도시철도 2호선 23편성이 주박한다.

## 배선도
문양역과 이 차량기지의 배선도는 다음과 같다. 문양역에 종착한 대구교통공사 2000호대 전동차가 연결된 입고 선로를 이용해 이 차량기지로 입고한다.

- 선로분기기 간 거리는 실제보다 축소 내지 과장되어 있음

## 업무
- 대구교통공사 2000호대 전동차 입·출고 검수관리